# Golden Telecom
A Golden Telecom egy internetszolgáltató Oroszországban és a Független Államok Közösségében.  2007-ben vásárolta meg a VimpelCom.

## Története
1996-ban alapította a Global Telesystems globális vállalat. A GTS egy páneurópai kommunikációs szolgáltató volt, amelyet Alan B. Slifka, valamint Soros György és Soros Private Equity leányvállalatai támogattak, több mint 1 dollár bevétellel. 1999 októberében a GTS tőzsdére bocsátotta az oroszországi kommunikációs eszközöket birtokló Golden Telecom NASDAQ-ját, miközben a GTS megtartotta 65%-os részesedését. 2001-ben a GTS eladásának elősegítése érdekében Schriesheim segített az Egyesült Államok Csődtörvénykönyvének 11. fejezete szerinti, előre megbeszélt bejelentéssel, és előre megbeszélt eljárásban biztosítási kérelmet felkínálni. Minden ilyen eljárást jóváhagytak, megerősítettek és 2002. március 31-ig lezártak, a cég eladásának részeként.  David A. Stewart abban az időben alelnökként, pénzügyi igazgatóként és pénzügyesként dolgozott, 2004-ben távozott a Golden Telecomtól. 
A Golden Telecomot 2007-ben felvásárolta a VimpelCom 

### A Golden Telecom felvásárlásainak listája
- 2000. július – IT Infoart Stars
- 2000. július – aport.ru keresőmotor
- 2001. április – a Cityline és az Uralrelcom internetszolgáltatók
- 2002. március – EDN Sovintel, LCC

## Golden Telecom LLC (Ukrajna)
A Golden Telecom LLC a legkisebb GSM-szolgáltató volt Ukrajnában, és bár korán kezdte, vezeték nélküli hálózata mindössze két nagyvárosi területet fed le: Kijevet és Odesszát, és nem rendelkezett a versenytársak országos lefedettségével. A 2000-es évek elején az új tulajdonosok (melyek az orosz Alfa csoport irányítása alatt álltak) megváltoztatták a cég stratégiáját, mely azóta integrált távközlési szolgáltatásokra összpontosít a vállalkozások és más nagy igénybevételt jelentő ügyfelek, távközlési szolgáltatók számára.
A Golden Telecom GSM-előfizetőinek 2007-es száma alig haladta meg az 50 000-et. A GSM üzletág kilátásai meglehetősen komorak a hagyományos és a feltörekvő versenytársak hatalmas sikerei és növekedése mellett. 
A Golden Telecom ukrajnai hálózati kódja: +38039*******.

## Volt vezérigazgató
- Stewart P. Reich